# Cryptus alpinus
Cryptus alpinus là một loài tò vò trong họ Ichneumonidae.